# Rhytiphora dentipes
Rhytiphora dentipes är en skalbaggsart som först beskrevs av Blackburn 1894.  Rhytiphora dentipes ingår i släktet Rhytiphora och familjen långhorningar. Inga underarter finns listade i Catalogue of Life.